# Абин Сур
Абин Сур (англ. Abin Sur) — персонаж комиксов вселенной DC Comics, один из самых известных членов Корпуса Зелёных Фонарей, главным образом потому, что был предшественником Хэла Джордана и отдал ему своё кольцо. Впервые появился в Showcase # 22 в 1959 году. В эпизоде «Post-Infinite Crisis» говорится, что он был названным братом другого Зелёного Фонаря, Синестро и дядей его дочери, Соратник Нату.

## Биография
До получения кольца, Абин Сур был преподавателем истории на планете Унгару, что в секторе 2814, который был позже вверен ему для охраны в середине 1860-х годов. Он получил кольцо от Зелёного Фонаря по имени Старкадр и за свою жизнь несколько раз посещал Землю. Первый раз он появлялся на Диком Западе в США, где встречался с предком Хэла Джордана и участвовал в поединке с Трейтором, который был ответственен за смерть Старкадра. Позже, во время Второй Мировой Войны, Абин Сур встречает Буллетмэна и Стармэна и участвует вместе с ними в битве против мистера Майнда. Во время следующего визита сила его кольца была нейтрализована врагами и он был замечен. Он случайно находит Алана Скотта и Джея Гаррика, и забирает кольцо Скотта, с помощью которого побеждает преследователей, так как кольцо Скотта не было уязвимо для жёлтого цвета. Он также посещает Землю в середине между Золотым и Серебряным веками, где встречает Марсианского Охотника Дж’она Дж’онззза.
Во время патрулирования сектора, он был атакован Легионом на обратном пути к планете Оа. Он был тяжело ранен и его корабль был повреждён, и он был вынужден совершить посадку на ближайшей планете, которой оказалась Земля. Понимая, что травмы слишком серьёзны, Сур использует кольцо, чтобы найти своего преемника. Первым вариантом был Кларк Кент, но так как он не землянин, выбран он не был. Следующими кандидатами были Хэл Джордан и Гай Гарднер, но Джордан был ближе и в результате кольцо досталось ему.
В загробной жизни он снова помогает Джордану, когда тот попал в царство к богу смерти Некрону и с помощью умерших членов Корпуса пытается предотвратить выход Некрона из загробного мира, чтобы уничтожить Вселенную.
Сын Абин Сура, Амон Сур, который был участником преступной организации и предателем, был зол на своего отца, потому что тот отказался его поддержать и отдал кольцо Хэлу Джордану. Амон решает отомстить ему, а также Кайлу Райнеру и одному из Стражей Вселенной по имени Лианна. После возвращения Хэла в Корпус и избавления от Параллакса, он побеждает Амона, но тот сделал дубликат жёлтого кольца Синестро, выкованного на планете Квард, с помощью которого ему удалось исчезнуть. Хэл забирает его тело домой и устраивает похороны, во время которых в небе появляется жёлтый свет.

## Вне комиксов

### Телевидение
- Появился в эпизоде мультсериала «Challenge of the Superfriends», где был озвучен Диком Райалом.
- Появился в эпизоде «И в яркий день» (англ. «In Brightest Day») мультсериала «Супермен», где рассказывается о происхождении Кайла Райнера. Участвовал в боях с Синестро, который охотится на Зелёных Фонарей и их кольца. Его корабль был разрушен и Абин Сур отправляет кольцо на Землю для поиска замены себя прежде, чем Синестро догоняет его.

### Кино
- В полнометражном мультфильме «Зелёный Фонарь: Первый полёт» (где был озвучен Ричардом МакДоналдом), показана оригинальная история из комиксов, в которой он отдал своё кольцо Хэлу Джордану. Так же он появился в полнометражном мультфильме «Зелёный Фонарь: Изумрудные рыцари», релиз которого состоялся 7 июня 2011 года.
- Был показан в эпизодической роли в полнометражном мультфильме «Лига Справедливости: Новый барьер» (англ. Justice League: The New Frontier). В нём он был ранен во время взрыва пилотируемого корабля США, летевшего на Марс, одним и пилотов которого был Хэл Джордан, которому он отдал кольцо перед смертью.
- Абин Сур появился в полнометражном фильме «Зелёный Фонарь», где его роль исполнил новозеландский актёр Темуэра Моррисон, известный по роли наёмника Джанго Фетта в фильме «Звёздные войны. Эпизод II: Атака клонов».[4] Абин Сур — один из самых сильных и уважаемых членов Корпуса Зелёных Фонарей — был ранен Параллаксом в секторе 2814. Перед смертью он успел добраться до Земли и передать кольцо Хэлу Джордану. Тело Абин Сура было найдено правительственной организацией и его изучением занимался Гектор Хаммонд, который заразился частицей Параллакса, скрытой в ране Сура.[5][6][7]